# Alpha (radionavigazione)
Alpha, chiamato anche RSDN-20, è un sistema di Radionavigazione russo a lungo raggio nato nel 1957. RSDN è l'acronimo di Радиотехническая Система Дальней Навигации (Radiotehnicheskaya Sistema 
Dal'ney Navigatsii), ovvero sistema di radionavigazione a lunga distanza.
Il sistema Alpha lavora in modo simile al sistema di navigazione Omega ma nella banda di frequenze VLF.
Il sistema Alpha consiste di tre trasmettitori che sono siti in prossimità delle città di Novosibirsk, Krasnodar e Seyda.
Questi trasmettitori irradiano un segnale della durata di 3,6 secondi sulle frequenze di 11,905 kHz, 12,649 kHz e 14,881 kHz con una potenza di 500 kW.
Calcolando la differenza di fase dei segnali ricevuti è possibile determinare la posizione nella quale ci si trova.

## Transmettitori
- Alpha transmettitore di Novosibirsk: (55°45′22″N 84°26′52.4″E)
- Alpha transmettitore di Krasnodar: (45°24′12″N 38°09′29″E)
- Alpha transmettitore di Chabarovsk: (50°04′24″N 136°36′24″E)
- Alpha transmettitore di Revda: (68°02′08″N 34°41′00″E)
- Alpha transmettitore di Seyda: (67°03′07.92″N 63°04′19.2″E)